# AppSheet
Az AppSheet egy olyan alkalmazásfejlesztési platform és szolgáltatás, amely kód nélküli (no-code) fejlesztői környezetet biztosít. Ez lehetővé teszi a felhasználók számára – még programozói tudás nélkül is –, hogy mobil-, tablet- és webalkalmazásokat hozzanak létre és telepítsenek. Az alkalmazások adatforrásként meglévő felhőalapú szolgáltatásokat használnak, mint például a Google Drive (Google Táblázatok), a DropBox, az Office 365 (Excel), a Smartsheet, a Salesforce, valamint különböző SQL adatbázisok és más adatbázis-platformok. A platform kifejezetten alkalmas üzleti célú alkalmazások gyors létrehozására, ideértve többek között a projektmenedzsment támogatását, az ügyfélkapcsolat-kezelést (CRM), terepi adatgyűjtést és munkavégzést (field service), készletgazdálkodást, valamint egyedi riportálási és adatvizualizációs megoldásokat.
Az AppSheet céget 2020 januárjában a Google felvásárolta, és azóta a Google Cloud üzletágának szerves részét képezi. A felvásárlás célja az volt, hogy a Google Cloud ügyfelei számára elérhetővé tegye a kód nélküli alkalmazásfejlesztés lehetőségét, szorosan integrálva a Google Workspace és más felhőszolgáltatásokkal.

## Platform
Az AppSheet platform alapvető célja, hogy lehetővé tegye a felhasználók számára mobil- és webalkalmazások gyors és egyszerű létrehozását meglévő, felhő alapú táblázatokból (pl. Google Sheets, Excel) és adatbázisokból származó adatok felhasználásával. Az alkalmazások létrehozása akár közvetlenül egy Google Táblázatok dokumentumból is elindítható egy bővítmény segítségével. A platform rugalmas licencelési modelleket kínál, amelyek között megtalálhatók ingyenes, egyéni és vállalati szintű előfizetések is, így biztosítva a költséghatékony hozzáférést egyéni felhasználók, kisvállalkozások és nagyobb szervezetek számára egyaránt. A vállalati csomagok jellemzően fejlettebb irányítási (governance), biztonsági, adatelemzési és teljesítménybeli opciókat tartalmaznak, amelyek nagyvállalati környezetben elengedhetetlenek. Fontos megkülönböztetni az AppSheetet az úgynevezett alacsony kódszámú (low-code) fejlesztői platformoktól. Míg a low-code platformok elsősorban a hivatásos fejlesztők munkáját gyorsítják meg azáltal, hogy kevesebb manuális kódírást igényelnek, addig az AppSheet egy tisztán kód nélküli (no-code) platform. Ez azt jelenti, hogy az alkalmazásokat olyan üzleti felhasználók is elkészíthetik, akik nem rendelkeznek programozói ismeretekkel, de jártasak az alapvető táblázatkezelési és adatbázis-kezelési műveletekben, és értik az üzleti folyamatot, amelyet digitalizálni szeretnének. Az alkalmazásfejlesztés egy vizuális, interaktív felületen történik, ahol a felhasználók konfigurálják az adatmodellt, a nézeteket, az űrlapokat és az automatizált munkafolyamatokat.
Az AppSheet alkalmazásokkal kompatibilis adatforrások széles körűek, többek között ide tartoznak:
- Google Táblázatok (Google Sheets)
- Google Forms
- Microsoft Excel Office 365 platformon
- Microsoft Excel a Dropboxon tárolva
- Microsoft Excel a Box platformon tárolva
- Smartsheet
- Salesforce Sales Cloud
- DreamFactory
- Microsoft SQL Server
- MySQL
- PostgreSQL
- Amazon DynamoDB[9]
- Más ODBC kompatibilis adatbázisok

### Funkcionalitás

#### Adatrögzítés
Az AppSheet segítségével létrehozott alkalmazások sokoldalú adatrögzítési képességekkel rendelkeznek. Lehetővé teszik képek feltöltését, digitális aláírások rögzítését, GPS alapú földrajzi helymeghatározási adatok mentését, vonalkódok és QR-kódok beolvasását, valamint NFC címkék használatát. A rögzített adatok automatikusan szinkronizálódnak a háttérben futó felhő alapú adatforrással (pl. Google Táblázatokkal), amint az eszköz internetkapcsolattal rendelkezik. A felhasználóknak lehetőségük van az adatok manuális szinkronizálására is. Az adatrögzítési funkciók gyakori felhasználási területei közé tartozik a helyszíni jelentéskészítés (pl. építkezési napló, karbantartási jegyzőkönyv), készletleltározás, ügyféladatok frissítése, valamint különböző terepi feladatok (pl. kiszállítás, ellenőrzés) állapotának nyomon követése és dokumentálása.

#### Adat együttműködés és munkafolyamatok
A platform központi eleme a szinkronizált, megosztott adatokon alapuló együttműködés. Több felhasználó dolgozhat ugyanazon adathalmazon különböző mobil- vagy asztali eszközökön keresztül, és a változások közel valós időben megjelennek mindenki számára. Az AppSheet lehetővé teszi automatizált munkafolyamatok (automation) és üzleti szabályok létrehozását is. Ezek a szabályok automatikusan kiválthatnak (triggerelhetnek) különböző műveleteket, például értesítések (push üzenetek, e-mailek, SMS-ek) küldését, PDF riportok generálását és küldését, adatok módosítását más táblákban, vagy akár külső rendszerek meghívását API-kon keresztül. Az alkalmazások offline működésre is képesek: az adatok helyileg tárolódnak az eszközön, így a felhasználók internetkapcsolat nélkül is tudnak adatokat rögzíteni és megtekinteni. Az offline végzett módosítások automatikusan szinkronizálódnak, amint az eszköz újra online állapotba kerül.

#### Adatok megjelenítése
Az AppSheet platformon az adatok sokféle grafikus és interaktív formátumban jeleníthetők meg az alkalmazásokon belül. A felhasználók különböző nézettípusok (view types) közül választhatnak az adatok bemutatására. Az általános nézetek közé tartoznak a táblázatos (table) nézetek, részletes (detail) nézetek, űrlapok (form), térképes (map) megjelenítések, diagramok (chart), naptárak (calendar) és interaktív műszerfalak (dashboard), amelyek több nézetet kombinálnak egyetlen képernyőn. Minden egyes létrehozott alkalmazás több, különböző típusú nézetet is tartalmazhat, amelyek akár eltérő adatforrásokból származó adatokat is képesek megjeleníteni, lehetővé téve komplex, de könnyen áttekinthető felhasználói felületek kialakítását.

#### Deklaratív programozási modell
Az AppSheet platformja egy deklaratív programozási modellt alkalmaz. Ez azt jelenti, hogy a felhasználóknak nem kell lépésről lépésre leírniuk a program kódját (imperatív programozás), hanem ehelyett megadják (deklarálják), hogy *mit* szeretnének elérni: milyen adatokat használjanak, hogyan jelenjenek meg azok, és milyen logikai szabályok szerint működjön az alkalmazás. A platform intelligensen értelmezi ezeket a deklarációkat, és automatikusan generálja a mögöttes működést biztosító kódot és infrastruktúrát. Ez a megközelítés teszi lehetővé az alkalmazások testreszabását egy vizuális szerkesztőfelületen keresztül, előre definiált építőelemek ("mozaikok") és beállítások segítségével, a hagyományos, időigényes kódírás helyett. Ez a deklaratív modell nemcsak a fejlesztést gyorsítja fel és teszi elérhetővé a nem programozók számára, hanem hozzájárul a platform által biztosított alkalmazások hatékonyságának, méretezhetőségének és beépített biztonságának növeléséhez is, mivel a platform kezeli az alapvető technikai részleteket.

## Biztonság
Az AppSheet platform biztonsági modellje több rétegre épül. Maguk az adatok fizikailag a felhasználó által választott és kontrollált felhő alapú tárhelyen (pl. Google Drive, Dropbox, Office 365, saját SQL adatbázis) maradnak, az AppSheet alapértelmezés szerint nem tárolja az üzleti adatokat a saját szerverein. Amikor a felhasználók szinkronizálják az alkalmazásukat (adatokat küldenek vagy fogadnak), az általuk végrehajtott módosítások biztonságos, titkosított protokollon (HTTPS) keresztül kerülnek továbbításra az AppSheet webszolgáltatás felé. Az AppSheet átmenetileg feldolgozza ezeket a módosításokat, alkalmazza a szükséges üzleti logikát, majd frissíti az adatokat a felhasználó által megadott háttér adatforrásban (pl. a Google Táblázatban vagy az SQL adatbázisban). Ezt követően a rendszer beolvassa a táblázat vagy adatbázis legfrissebb releváns adatait a forrásból, és szintén titkosított csatornán visszaküldi azokat a mobilalkalmazásba vagy a webes felületre.
Az AppSheet platformja emellett megfelel az iparági biztonsági szabványoknak, és rendelkezik SOC 2 Type II tanúsítvánnyal, amely igazolja a szolgáltatás biztonságos és megbízható működését a bizalmasság, integritás és rendelkezésre állás szempontjából. A vállalati szintű csomagok további biztonsági funkciókat is kínálnak, mint például a felhasználói hozzáférések részletes szabályozása (pl. szerepkör alapú jogosultságok) és az adatszivárgás elleni védelem (DLP).

## Történelem
Az AppSheet céget eredetileg Praveen Seshadri alapította 2014 márciusában. Az ötlet és a kezdeti fejlesztés Seshadri washingtoni állambeli, seattle-i otthonában kezdődött, több hónapos előkészítő munka után.
2015-ben az AppSheet sikeresen vont be kockázati tőkét (seed funding) a New Enterprise Associates (NEA) befektetési társaságtól, ami lehetővé tette a platform továbbfejlesztését és a csapat bővítését.
2018-ban az AppSheet elnyerte a TiE szervezet Tie50 díját. Ez a díj azokat az innovatív technológiai startupokat ismeri el, amelyek jelentős potenciállal rendelkeznek a saját piacukon.
Szintén 2018-ban az AppSheet bemutatta a SPEC (Speculative Execution) nevű funkciót, amely egy természetes nyelvi feldolgozáson (NLP) alapuló programozási eszköz. Ennek célja az volt, hogy lehetővé tegye a nem-programozók számára alkalmazások létrehozását oly módon, hogy egyszerű, hétköznapi angol nyelven leírják (vagy szóban elmondják), hogy milyen funkciót vagy alkalmazást szeretnének létrehozni.
A Forrester Research elemzőcég 2018-ban és 2019-ben is az AppSheetet a "vezetők" (Leaders) közé sorolta az üzleti fejlesztőknek szánt mobil low-code (illetve no-code) platformok piacán végzett elemzéseiben (Forrester Wave™ jelentések).
2020. január 14-én az AppSheet hivatalosan bejelentette, hogy a Google felvásárolta a vállalatot. Az akvizícióval az AppSheet csatlakozott a Google Cloud csapatához, célul tűzve ki a kód nélküli fejlesztés integrálását a Google felhőalapú ökoszisztémájába és a Google Workspace szolgáltatásaiba. Azóta az AppSheet fejlesztése a Google keretein belül folytatódik, egyre szorosabb integrációval a Google egyéb termékeivel.

## Fordítás
Ez a szócikk részben vagy egészben  az   AppSheet című angol Wikipédia-szócikk ezen változatának fordításán alapul.  Az eredeti cikk szerkesztőit annak laptörténete sorolja fel. Ez a jelzés csupán a megfogalmazás eredetét és a szerzői jogokat jelzi, nem szolgál a cikkben szereplő információk forrásmegjelöléseként.